# Újratöltve
Az Újratöltve a Pokolgép zenekar 2010-ben megjelent koncertalbuma, amely a Rockinform magazin 2010. december - 2011. januári számának mellékleteként jelent meg.
Ez volt a zenekar első kiadványa Rudán Joe énekes távozása után. Rudán 2010. tavaszán lépett ki a Pokolgépből, utódja az a Tóth Attila lett, aki korábban a Magyar Televízió A társulat című műsorában szerepelt, és kapott szerepet az István, a király című rockoperában. Ez volt továbbá az utolsó Pokolgép-lemez Nagy Dávid gitáros és Czébely Csaba dobos közreműködésével, akik 2011. január 6-án elhagyták a zenekart.
Az album hanganyagát a 2010-es pécsi Rockmaraton fesztiválon rögzítették, a Pokolgép július 6-i koncertjén. Az utómunkálatok a JUGÁ-Ping stúdióban zajlottak, a keverés pedig a debreceni MMP stúdióban.

## Az album dalai
1. Pokoli színjáték - 4:55
2. Győzd le a gonoszt - 4:04
3. Aki másképp él - 5:07
4. A háború gyermeke - 5:26
5. Adj új erőt! - 4:43
6. Az a szép, az a szép... - 0:50
7. Ítélet helyett - 5:07
8. ...tovább - 4:07
9. Minden nap - 4:31
10. Ne köss belém! - 5:22
11. Éjféli harang - 9:26
12. A lázadó - 4:31
13. Újra születnék - 4:07
14. Hol van a szó? - 5:05
15. Mindhalálig rock 'n' roll' - 4:55
16. Ne köss belém! (stúdió verzió) - 5:32 (Bónusz)

## Közreműködők
- Tóth Attila - ének
- Kukovecz Gábor - gitár
- Nagy Dávid - gitár
- Pintér Csaba - basszusgitár
- Czébely Csaba - dob